# Stephen Gill (photographe)
Pour l’article homonyme, voir Stephen Gill.
Stephen Gill est un photographe anglais, né en 1971 à Bristol.

## Biographie
Stephen Gill a été initié à la photographie par son père. Il a fait des stages à l’Agence Magnum de Londres et il est devenu freelance en 1997.
Gill vit à Hackney, un district de Londres. Il a consacré plusieurs séries de photos à son quartier.
Il fut exposé aux Rencontres d'Arles en 2004.
Il a créé sa propre maison d’édition, Nobody, en 2005 et s’autoédite.

## Prix et récompenses
- Prix Vic Odden, de la Royal Photographic Society, 2006

## Livres
- A Book of Field Studies, 2004  (ISBN 0-9542813-6-5)
- Invisible, 2005  (ISBN 0-9549405-0-4)
- Hackney Wick, 2005  (ISBN 0-9549405-1-2)
- Buried, 2006  (ISBN 0-9549405-4-7)
- Archaeology in Reverse, 2007, Postface par Iain Sinclair.
  - London: Nobody, 2007  (ISBN 0-9549405-5-5)
  - London: Nobody, 2007. Édition spéciale.
- Hackney Flowers, 2007.
  - London: Nobody, 2007  (ISBN 0-9549405-3-9)
  - London: Nobody, 2007. Édition spéciale.
- Anonymous Origami, 2007  (ISBN 978-0-9549405-8-4)
- A Series of Disappointments, 2008.
  - London: Nobody, 2008  (ISBN 0-9556577-0-9)
  - London: Nobody, 2008.
- Warming Down, 2008
- The Hackney Rag, 2009  (ISBN 978-4902080193)
- 44 photographs, London: Nobody, Trinidad, 2009
- Coming up for Air, London: Nobody, 2010  (ISBN 978-0-9556577-2-6)
- Outside In. Brighton, Angleterre: Photoworks; London: Archive of Modern Conflict, 2010  (ISBN 978-1-903796-40-5)
- B Sides, 2010  (ISBN 978-0-9556577-4-0)
  - London: Nobody, 2010  (ISBN 978-0-9556577-4-0)
  - London: Nobody, 2010. Édition spéciale.
- Off Ground. 2011. Avec Iain Sinclair.
- Coexistence. 2012  (ISBN 978-2-919873-10-4)
- Not In Service. 2012.
- Best Before End - avec Will Self.
  - London: Nobody, 2014.
  - London: Nobody, 2014. Édition spéciale.
- Talking to Ants.
  - London: Nobody, 2014  (ISBN 978-0-9575369-1-3)
  - London: Nobody, 2014  (ISBN 978-0-9575369-2-0). Édition spéciale.

### Travail d'éditeur
- Unseen UK: a book of photographs by the people at Royal Mail. London: Royal Mail, 2006  (ISBN 0-946165-53-X)
- Bright, Bright Day. Andreï Tarkovski. London: White Space Gallery, 2008  (ISBN 0-9557394-1-1)
- Let's Sit Down Before we go. Bertien van Manen. London: Mack, 2011  (ISBN 978-1-907946-12-7)